# Vriesea burle-marxii
Vriesea burle-marxii är en gräsväxtart som beskrevs av Elton Martinez Carvalho Leme. Vriesea burle-marxii ingår i släktet Vriesea och familjen Bromeliaceae. Inga underarter finns listade i Catalogue of Life.